# Jahri Evans
Jahri Evans (Filadelfia, 22 agosto 1983) è un giocatore di football americano statunitense attualmente free agent, che ha militato nel ruolo di offensive guard per i Green Bay Packers della National Football League. Fu scelto dai New Orleans Saints nel corso del quarto giro del Draft NFL 2006. Al college ha giocato a football alla Bloomsburg University of Pennsylvania.

## Carriera professionistica

### New Orleans Saints
Evans fu scelto come 108º assoluto nel corso del quarto giro del Draft 2006 e firmò un contratto triennale coi Saints il 25 luglio 2006. Grazie alle prestazioni nel training camp e nella pre-stagione si guadagnò il posto da titolare, dopo che Jermane Mayberry si infortunò nel training camp e alla fine si ritirò. Nel suo anno da rookie, Evans partì come titolare in e 16 le partite e in entrambe le gare di playoff come guardia destra. Pro Football Weekly lo inserì nell'All-Rookie team.
Nel suo secondo anno, Evans giocò nuovamente come guardia destra tutte le 16 gare da titolare e contribuì a far piazzare il proprio attacco al terzo posto nella NFL. Nel 2008, Evans fu parte di una linea offensiva che concesse solo 13 sack in stagione, il record di franchigia dei Saints.
Dopo essersi imposto come una delle migliori guardie destre della NFL nel 2009, Evans fu convocato per il Pro Bowl, divenendo solo la quarta guardia in 43 anni di storia dei Saints a venire convocata per tale manifestazione: Jake Kupp fu selezionato per il Pro Bowl nel 1969, Brad Edelman nel 1987 e LeCharles Bentley nel 2003.
Evans divenne un restriced free agent dopo la stagione 2009 ed il 5 maggio 2010 i Saints gli fecero firmare un contratto di sette anni del valore di 56,7 milioni di dollari, il quale rese Evans il più pagato uomo interno della linea offensiva della storia, sorpassando il contratto di Alan Faneca di cinque anni per 40 milioni di dollari, firmato coi New York Jets nel 2008.
Nella stagione 2009 per il quarto anno consecutivo, Evans giocò da titolare tutte le partite della stagione e fine anno i Saints trionfarono nel Super Bowl XLIV battendo in finale i favoriti Indianapolis Colts. Evans dal 2009 al 2011 fu sempre convocato per il Pro Bowl ed inserito nella formazione ideale della NFL All-Pro senza saltare una sola partita da titolare. Alla fine della stagione 2011, Evans fu votato al 32º posto nella NFL Top 100, l'annuale classifica dei migliori cento giocatori della stagione.
Il 26 dicembre 2012, Jahri fu convocato per il quarto Pro Bowl in carriera come titolare della NFC e il 12 gennaio 2013  fu inserito nel First-team All-Pro. Fu convocato per il Pro Bowl anche nelle due annate successive e inserito nel Second-team All-Pro nel 2013.
L'8 febbraio 2016, Evans fu svincolato dai Saints.

### Seattle Seahawks
Il 6 agosto 2016, Evans firmò un contratto di un anno coi Seattle Seahawks. Fu svincolato il 2 settembre alla fine della pre-stagione.

## Palmarès

### Franchigia
- Super Bowl : 1

New Orleans Saints: Super Bowl XLIV
- National Football Conference Championship: 1

New Orleans Saints: 2009

### Individuale
- Convocazioni al Pro Bowl: 6

2009, 2010, 2011, 2012, 2013, 2014
- First-team All-Pro: 4

2009, 2010, 2011, 2012
- Second-team All-Pro: 1

2013
- PFWA All-Rookie Team - 2006
- Formazione ideale della NFL degli anni 2010